# Hewitsonia preussi
Hewitsonia preussi är en fjärilsart som beskrevs av Otto Staudinger 1891. Hewitsonia preussi ingår i släktet Hewitsonia och familjen juvelvingar. Inga underarter finns listade i Catalogue of Life.